# Левитський Борис Костянтинович
Бори́с Костянти́нович Леви́тський (6 жовтня 1893, Вільно — 1 січня 1965, Прага) — український композитор, співак (тенор), піаніст.

## Загальні відомості
Навчався у Варшавському політехнічному інституті. Технічну освіту здобув у Празі.
Мав також музичну освіту, яку здобув в Українському високому педагогічному інституті (Прага) 1928 року (клас композиції Ф. Якименка та О. Шіна).
Також навчався у композитора Нестора Нижанківського і диригента Платоніди Щуровської-Росіневич.
Працював інженером у Празі. Виступав в українських концертах як соліст-співак та піаніст-концертмейстет, співав у хорі. Приятелював з поетом Олександром Олесем.
Помер 1 січня 1965 у Празі. Його могила як і могила його дружини Ніни залишається без опіки на Ольшанському кладовищі.

## Твори
- опери «Солом'яний бичок» за О. Олесем (1943)
- опера «Івасик-Телесик» за О. Олесем (незакінчена)
- балет «В'язанки українських пісень»
- для хору — «Ревуть-стогнуть», «Учітеся, брати мої», «Заповіт» за словами Т. Шевченка
- церковні композиції, колядки
- солоспіви на слова Т. Шевченка, Л. Українки, О. Олеся, П. Тичини
- обробки народних пісень
- музика до драми «Маруся Богуславка» за М. Старицьким (у співавторстві)